# Homo socialis
Der Begriff Homo socialis bezeichnet in seiner allgemeinen Verwendung den Menschen als „soziales Wesen“. Er ist vom Begriff Homo sociologicus zu unterscheiden, der die Übernahme sozialer Rollen thematisiert. Im weiteren Sinne verweist der Begriff Homo socialis auf die angeborene soziale Bedingtheit menschlicher Sozialisation. In einer anderen Verwendung wird der Begriff in Gegensatz zum Homo oeconomicus gebracht, womit bezweifelt wird, dass Menschen grundsätzlich egoistisch seien und nur zum eigenen Nutzen kooperierten.